# Baokou
Baokou (kinesiska: 宝口) är en köping i sydöstra Kina. Den ligger i Huidong härad i staden Huizhou i provinsen Guangdong, omkring 200 kilometer öster om provinshuvudstaden Guangzhou. Antalet invånare är 7 565. Befolkningen består av 3 669 kvinnor och 3 896 män. Barn under 15 år utgör 20,0 %, vuxna 15-64 år 63 %, och äldre över 65 år 16,0 %.